# Gex (série de jogos eletrônicos)
Gex é uma série de jogos eletrônicos do gênero de plataforma produzido pela Crystal Dynamics entre os anos de 1995 a 1999. O jogo conta as aventuras da lagartixa Gex, que foi utilizada como mascote da desenvolvedora até o ano 2000. O personagem faz piadas inspiradas principalmente em séries de TV, e também é um personagem desbloqueável nos jogos Hot Shots Golf 2 e Mad Dash Racing. No total, a série vendeu mais de 15 milhões de cópias.

## Jogos
| Título                  | Ano  | Plataforma                                                  |
| ----------------------- | ---- | ----------------------------------------------------------- |
| Gex                     | 1995 | 3DO, PlayStation, Sega Saturn, Microsoft Windows            |
| Gex: Enter the Gecko    | 1998 | PlayStation, Nintendo 64, Microsoft Windows, Game Boy Color |
| Gex 3: Deep Cover Gecko | 1999 | PlayStation, Nintendo 64, Game Boy Color                    |